# Mehdi Bousaidan
Mehdi Bousaidan, né à Alger en 1991, est un humoriste, improvisateur et scénariste québécois d'origine algérienne. Diplômé de l'École nationale de l'humour de Montréal et finaliste du concours « En route vers mon premier gala Juste pour rire », il se fait connaitre en incarnant le principal personnage de la série télévisée Med à VRAK TV de janvier 2015 à 2018.

## Biographie
Né à Alger en 1991, Mehdi Bousaidan arrive au Québec à l'âge de cinq ans,. Étudiant en communication et médias au Collège Montmorency à Laval, il lance et anime en 2009 le Momo Comédie Club. En 2012, il fait quelques passages au Couscous Comedy Show,, puis il est diplômé de l'École nationale de l'humour  en création humoristique en 2013.
Improvisateur dans plusieurs ligues de la région de Montréal, Bousaidan est remarqué en Europe lors de sa participation au Mondial d’improvisation 2013 en Belgique où l'équipe du Québec est championne du monde. Après un passage sur la scène du Théâtre de Dix heures à Paris, au Festival du Rire de Cavaillon et au Kings of Comedy Club à Bruxelles, il doit décliner des invitations à Algé'Rire et au Jamel Comedy Club pour conflit d'horaire,.
En 2014, il est finaliste du concours télévisé « En route vers mon premier gala Juste pour rire », puis présente un premier spectacle d'une heure dans le cadre du Zoofest de Montréal,. Parallèlement, il anime les soirées « Mercredi 100% humour » à l’Abreuvoir où des humoristes viennent roder du nouveau matériel.
Périodiquement, il est chroniqueur à l'émission Cap sur l'été! à ICI Radio-Canada Télé et à l'émission La soirée est (encore) jeune présentée à ICI Radio-Canada Première. Il est également auteur-scénariste pour l'émission de télévision Lol :-) à l'antenne du réseau TVA.
De 2015 à 2018, il est le protagoniste de la série télévisée Med à VRAK TV, une adaptation québécoise de la série française Soda, aux côtés de Pier-Luc Funk et Théodore Pellerin,.
En 2017, il participe au film De père en flic 2. Il incarne Akim, un jeune père en couple avec Elissa, incarnée par Mariana Mazza.
Habitué des comédies, il obtient son premier rôle dramatique en 2020, en incarnant Raïd Bouhidel dans la série Mon fils.
En 2024, il se marie à la créatrice de contenu, Waka Fe.

## Filmographie

### Cinéma
- 2017 : De père en flic 2  d'Émile Gaudreault : Akim
- 2020 : Flashwood de Jean-Carl Boucher : Romain

### Télévision
- 2014 : Cap sur l'été ! : chroniqueur
- 2015 : Med
- 2016 : Ça décolle : Mohammed Husseing Abdallah
- 2017-2020 : Trop. : Samir
- 2018-2021 : M'entends-tu ? : Nassim
- 2019 : Projet 2000
- 2019 : Like-moi ![16]
- 2019-2021 : Le Bye Bye
- 2020-2021 : Rue King[17]
- 2020 : Mon fils : Raïd Bouhidel
- 2020 : Escouade 99 : le voleur de Pontiac[18]
- 2021: Bye-Bye 2021 [19]
- 2021: Le punch club[20]
- 2022 : En ligne : animateur[21]
- 2022 : Le maître du jeu[22]

## Radio
- 2014 : La soirée est (encore) jeune : chroniqueur

## Distinctions en improvisation
- 2008 : liRTA - Joueur de l'année : PICKLES de Regina-Assumpta.
- 2008 : liRTA - Équipe Gagnante : PICKLES de Regina-Assumpta.
- 2011 : Ligue Pamplemousse - joueur de l'année.
- 2011 : Ligue Pamplemousse[23] - Joueur le plus étoilés
- 2012 : Flig - Champion de saison.
- 2012 : Survivor[24] - Champion de saison.
- 2012 : Flig[25] - Meilleur joueur.
- 2012 : LUDIC - Meilleur joueur de la ligue.
- 2012 : LUDIC[26] - Recrue de l’année.
- 2013 : PLIC - Meilleur impro de Dinosaure.
- 2014 : LACI - La comparée la plus correcte.
- 2014 : LACI - La mixte la plus correcte.
- 2016 : LIMONADE - Prix St-Hubert : le joueur qui a les lignes les plus crémeuses.
- 2017 : BISBILLE - Plus beau pinch.
- 2018 : LNI - A disputé une seule partie et a accumulé 3 pénalités pour se faire pointer la sortie du match.